# Erik Müller (författare)
Erik Müller, född 22 februari 1915 i Gustav Vasa församling i Stockholm, död 13 januari 2003 i Hedvig Eleonora församling i Stockholm, var en svensk författare, manusförfattare och radioteater- och filmkritiker i Morgon-Tidningen.

## Filmmanus
- 1941 – Från lya till salong
- 1945 – I som här inträden
- 1948 – Lappblod